# Maligrad
Maligrad (talvolta scritto come Mali Grad; in greco è nota come isola di San Paolo, Aghios Pàvlos, 'Αγιος Παύλος) è un'isola lacustre situata nel profondo della parte albanese del Lago di Prespa, con numerose grotte adatte per la fauna selvatica ed una falesia circolare. Con forma simile a un girino, contiene alcuni alberi e una superficie di sabbia. L'isola contiene la famosa Chiesa di Santa Maria, costruita da Kesar Novak (Qesar Novaku), un nobile locale, nel 1369.